# A harminchármak
A harminchármak (eredeti cím: The 33, spanyolul: Los 33) 2015-ben bemutatott amerikai-chilei életrajzi-filmdráma, melyet Patricia Riggen rendezett, valamint Mikko Alanne, Craig Borten és José Rivera írt. A főszerepben Antonio Banderas, Rodrigo Santoro, Juliette Binoche, James Brolin és Lou Diamond Phillips látható.
Az Amerikai Egyesült Államokban 2015. november 13-án mutatták be, Magyarországon DVD-n jelent meg szinkronizálva.
A film a 2010-es bányakatasztrófa valós eseményein alapul, amelyben egy harminchárom bányászból álló csoport 69 napig a chilei San José bányájában rekedt.

## Cselekmény
A Chilében található San José bányában, több tucat ember dolgozik. Hamarosan a tulajdonos figyelmen kívül hagyja a bánya megfelelő stabilitására vonatkozó figyelmeztetéseket, amelyek rövid időn belül beomláshoz vezetnek. Az egyetlen út a bányán belül teljesen el van zárva, de végül a harminchárom bányásznak sikerül eljutnia a mentőkamráig. Felfedezik a rádiót, ami nem működik, az orvosi elsősegélydobozok is üresek, a szellőzőaknákból pedig hiányzik a szükséges létra, emellett nagyon kevés az élelmiszerük. Mario Sepúlveda lesz a bányászok vezetője, felosztja az ételadagokat, valamint megállítja az erőszak és kétségbeesés kitöréseit. A bányavállalat egyelőre nem kísérli meg a kimentést, a bányászok családtagjai viszont a kapuk köré gyűlnek.
A chilei kormány dönt az aktív beavatkozásról, és elrendeli a fúrók használatát a kamra áttöréséhez. Az első feltáró fúrások elmozdulnak a céltól, de egy másik eléri a kívánt pontot. A bányászok jegyzetet fűznek a fúrófejhez, hogy bejelentsék túlélésüket. Új ételeket és ruhákat, valamint televíziós kommunikációt kapnak a felszínről. Egy második, nagyobb fúrórendszer készen áll a bányászok egyesével történő megmentésére, ami sikeresen kiment 33 lenn rekedt embert.

## Szereplők
| Szerep                        | Színész              | Magyar hang          |
| ----------------------------- | -------------------- | -------------------- |
| Mario Sepúlveda               | Antonio Banderas     | Kőszegi Ákos         |
| Laurence Golborne             | Rodrigo Santoro      | Welker Gábor         |
| María Segovia                 | Juliette Binoche     | Györgyi Anna         |
| Jeff Hart                     | James Brolin         | Barbinek Péter       |
| Luis "Don Lucho" Urzúa        | Lou Diamond Phillips | Csík Csaba Krisztián |
| Álex Vega                     | Mario Casas          | Molnár Levente       |
| André Sougarret               | Gabriel Byrne        | Dunai Tamás          |
| Sebastián Piñera elnök        | Bob Gunton           | Perlaki István       |
| Isabel Pereira                | Paulina García       | Egri Márta           |
| Marta Salinas                 | Adriana Barraza      | Farkasinszky Edit    |
| Katy Valdivia de Sepúlveda    | Kate del Castillo    | Kisfalvi Krisztina   |
| Jessica Vega                  | Cote de Pablo        | Pikali Gerda         |
| Darío Segovia                 | Juan Pablo Raba      | Horváth Illés        |
| Escarlette Sepúlveda Valdivia | Naomi Scott          | Czető Zsanett        |
| Yonni Barrios                 | Oscar Nuñez          | Sarádi Zsolt         |